# Ricki and the Flash
Pour plus de détails, voir Fiche technique et Distribution.
Ricki and the Flash ou Soyez Prêts pour Ricki au Québec est un film américain réalisé par Jonathan Demme et sorti en 2015. Le scénario a été inspiré par la vie de la belle-mère de la scénariste Diablo Cody. Il s'agit du dernier film de Jonathan Demme, décédé en 2017.

## Synopsis
Linda, ou plutôt Ricki (Meryl Streep), est une femme qui, des années auparavant, a quitté sa famille pour devenir une rock star. Après un premier disque dans les années 1980, elle n'a jamais réussi à devenir célèbre. Fauchée, elle ne vit pourtant toujours que pour la musique, travaillant le jour comme caissière et jouant la nuit dans un bar avec son groupe, The Flash. Appelée à l'aide par son ex-mari, Pete Brummel (Kevin Kline), elle part pour Indianapolis pour aider sa fille Julie (Mamie Gummer, une des filles de Meryl Streep), qui est en pleine dépression. Son mari vient en effet de la laisser tomber pour une autre femme. Ricki s'interroge sur son passé. Ses rapports avec ses enfants qu'elle n'a pas élevés et qui lui en veulent. L'un d'entre eux, Adam (Nick Westrate) est gay, sans qu'elle ne l'ait jamais réalisé. L'autre, Joshua (Sebastian Stan), est fiancé depuis plusieurs mois et doit bientôt se marier. Elle sera malgré tout, après quelques jours compliqués, invitée au mariage, grâce à Greg (Rick Springfield) son amant, qui vend sa guitare pour financer le voyage. Elle peut ainsi se rendre à la cérémonie et offrir à ses enfants ce qu'elle sait faire de mieux : un concert de rock.

## Fiche technique
Sauf indication contraire, les informations mentionnées dans cette section peuvent être confirmées par la base de données cinématographiques IMDb,  présente dans la section « Liens externes ».
- Titre original et français : Ricki and the Flash
- Titre québécois : Soyez Prêts pour Ricki
- Réalisation : Jonathan Demme
- Scénario : Diablo Cody
- Décors : Stuart Wurtzel
- Costumes : Ann Roth
- Montage : Wyatt Smith
- Photographie : Declan Quinn
- Producteurs : Mason Novick et Marc Platt
- Sociétés de production : Clinica Estetico et Columbia TriStar
- Sociétés de distribution : TriStar Pictures[1] (États-Unis), Sony Pictures Releasing France (France)
- Pays de production :  États-Unis
- Budget : 18 millions de dollars[2]
- Langue originale : anglais
- Durée : 101 minutes
- Format : Couleur
- Genre : comédie dramatique, récit initiatique, musical
- Dates de sortie :
  - États-Unis : 7 août 2015
  - France : 2 septembre 2015

## Distribution
- Meryl Streep (VF : Frédérique Tirmont ; VQ : Marie-Andrée Corneille) : Ricki Rendazzo
- Rick Springfield (VQ : Guillaume Champoux) : Greg
- Kevin Kline (VF : Dominique Collignon-Maurin ; VQ : Jean-Luc Montminy) : Pete Brummel
- Mamie Gummer (VF : Julia Boutteville ; VQ : Éveline Gélinas) : Julie Brummel
- Nick Westrate: Adam Brummel
- Ben Platt (VQ : Jean-Philippe Baril Guérard) : Daniel (le barman)
- Sebastian Stan (VF : Tony Marot) : Joshua Brummel
- Hailey Gates (VQ : Rachel Graton) : Emily
- Audra McDonald (VQ : Camille Cyr-Desmarais) : Maureen
- Charlotte Rae : Oma, la mère de Pete
- Rick Rosas (en) : Buster
- Bernie Worrell : Billy
- Joe Vitale (en) : Joe
- Gabriel Ebert (en) : Max
- Carmen Carrera : la coiffeuse
- Li Jun Li : la manucure

 Source et légende : version québécoise (VQ) sur Doublage.qc.ca

## Production
Pour le personnage de Ricki Rendazzo, Diablo Cody s'est inspiré de la belle-mère, chanteuse du groupe de rock Silk and Steel : « Elle a six petits-enfants, mais cela ne l’empêche pas d’être sur scène tous les week-ends, de monter sur le bar et d’électriser le public. Le rock’n’roll, c’est sa vie. Il y a des gens autour d’elle qui s’étonnent qu’une mère et grand-mère fasse ce genre de chose, mais elle se moque pas mal de leur avis. Et je dois dire que je l’admire beaucoup pour ça. »
Pour incarner la fille du personnage de Meryl Streep, sa véritable fille Mamie Gummer est choisie.
Le tournage débute le 13 octobre 2014. Il a lieu dans l'État de New York (Yonkers, Piermont, Ronkonkoma).